# إحياء العمارة الإيطالية
شكل الأسلوب الإيطالي في الهندسة المعمارية مرحلة متميزة من القرن التاسع عشر في تاريخ العمارة الكلاسيكية. جرى توليف النماذج والمفردات المعمارية لعمارة عصر النهضة الإيطالية في القرن السادس عشر، التي كانت بمثابة إلهام لكل من هندسة بالاديو والعمارة الكلاسيكية الجديدة لتتجانس مع القيم الجمالية التصويرية. ينتمي أسلوب العمارة الذي أُنشئ على هذا النحو لوقته الخاص، على الرغم من وصفه أيضًا باسم «عصر النهضة الجديد». كتب سيغفريد جيديون عن الأنماط المعمارية التاريخية، «إن كل نظرة إلى الوراء تحول هدفها»، «كل مُشاهد في كل فترة وفي كل لحظة سيحول حتمًا الماضي حسب طبيعته الخاصة».
طور جون ناش النمط الإيطالي لأول مرة في بريطانيا نحو عام 1802، من خلال بناء الكرونخيل في شروبشاير. يُعتبر هذا المنزل الريفي الصغير عمومًا أول فيلا إيطالية في إنجلترا، وتُشتق منها العمارة الإيطالية لعصر ريجنسي المتأخر والعصور الفيكتورية المبكرة. طُور النمط الإيطالي ونشره بشكل أكبر المعماريُ السير تشارلز باري في ثلاثينيات القرن التاسع عشر. استُلهم أسلوب باري الإيطالي (الذي يُسمى أحيانًا «باريسك») بشدة بسبب الزخارف في مباني عصر النهضة الإيطالية، على الرغم من تعارضه أحيانًا مع فيلات ناش الإيطالية شبه الريفية.
لم يقتصر هذا الأسلوب على إنجلترا وجرى توظيفه بأشكال مختلفة، بعد فترة طويلة من انخفاض شعبيته في بريطانيا وفي جميع أنحاء شمال أوروبا والإمبراطورية البريطانية. حقق الأسلوب شعبية كبيرة في الولايات المتحدة منذ أواخر أربعينيات القرن التاسع عشر وحتى عام 1890، وقد روج له المعماري ألكسندر جاكسون ديفيس.

## العناصر
من المكونات المرئية الرئيسية لهذا النمط:
- أسطح منخفضة أو مسطحة وكانت الأسقف متعددة الميول وباتجاهات متعددة.
- الإفريز البارز المدعوم بالطنف.
- هياكل الكورنيش الفخمة.
- الأبواب والنوافذ ذات القوصرة.
- نوافذ برأس مقوس أو ذات قوصرة أو سيرلانية مع سواكف وأقواس.
- نوافذ الطابق الأول التي تدل على بيانو نوبل.
- أبراج بشرفات أو سقاطات بارزة.
- الكوبولا (قبة صغيرة).
- حجر الزاوية.
- الرواق المسقوف والمعمد في الطابق العلوي.
- الدرابزونات التي تخفي حافة السطح.
- تحتوي 15% من المنازل الإيطالية في الولايات المتحدة على برج.

## تبعًا للمنطقة

### إنجلترا وويلز
من بين المظاهر المتأخرة لتطوير جون ناش للأسلوب الإيطالي، تصميمه في عام 1805 لمنتزه ساندريج في ستوك غابرييل في ديفون، بتكليف من الدواغر آسبورتون كمنتجع ريفي. يُظهر هذا المنزل الريفي الصغير بوضوح الانتقال بين المناظر التصويرية لويليام غيلبن وناش التي لم تتطور بشكل كامل إلى الأسلوب الإيطالي. في حين ما يزال من الممكن وصف هذا المنزل بأنه ريجنسي، يتميز مسقطه بأنه غير متكافئ وغير رسمي جنبًا إلى جنب مع أروقته المسقوفة الواقعة في الطابق العلوي وشرفاته المبنية من الحجر والحديد المطاوع، ويتشابه البرج والسقف المنخفض جدًا مع التصميم الإيطالي الكامل للكرونخيل بدرجة كبيرة، ويُعتبر المنزل عمومًا أول مثال على الطراز الإيطالي في بريطانيا.
تميل الأمثلة اللاحقة للأسلوب الإيطالي في إنجلترا إلى اتخاذ شكل مبنى على طراز بالاديو، وغالبًا ما يُعزز ببرج مع شرفات ودرابزين من نوع عصر النهضة على مستوى السطح. يُعد هذا بشكل عام تفسيرًا أكثر أسلوبية لما تخيله المعماريون وأنصارهم عما سيكون عليه الحال في إيطاليا، ويستخدم هذا الأسلوب -بشكل أكثر وضوحًا- زخارف عصر النهضة الإيطالية من الأمثلة السابقة على الأسلوب الإيطالي لناش.
برز السير تشارلز باري في أنماط تيودور والأسلوب القوطي لمنازل البرلمان في لندن، وكان مروجًا كبيرًا لهذا الأسلوب. على عكس ناش، وجد باري إلهامه في إيطاليا نفسها، فقد اعتمد بشكل كبير على تصميمات لفيلات عصر النهضة الإيطالية في روما ولازيو وفينيتو أو مثلما قال: «...الصفة الساحرة للفلل غير النظامية في إيطاليا». كان عمله الأكثر تحديدًا والذي يتبع هذا الأسلوب هو قصر كلافيدن الكبير من عصر النهضة الحديثة. على الرغم من الادعاء الذي اقترح أن ثلث المنازل الريفية الفيكتورية المبكرة في إنجلترا التي استخدمت الأنماط الكلاسيكية، كان معظمها إيطاليًا. تراجع الأسلوب بحلول عام 1855، وأصبح قصر كلافيدن «محاولة قديمة في موضة أخذت بالتراجع».
صمم أنتوني سالفين أمثلة متبعًا الطراز الإيطالي من حين لآخر، خاصة في ويلز في كل من منزل هافودج وكارماثنشير ومنزل بينوير وبوويز، وقد وصفها مارك غيروارد بأنها «أكثر البيوت الكلاسيكية الطموحة التي صممها سالفن».
أدرج توماس كوبيت -وهو مقاول بناء في لندن- خطوطًا كلاسيكية بسيطة من الطراز الإيطالي كان قد صممها السير تشارلز باري في العديد من التراسات التي صممها في لندن. صمم كوبيت منزل أوسبورن بإشراف ألبرت ساكس كوبورغ وغوثا، وظهر في هذا القصر القائم بحد ذاته إعادة تصميم كوبيت لعمارة الشارع ثنائية الأبعاد، وأصبح مصدر إلهام لعدد لا يحصى من الفيلات الإيطالية في جميع أنحاء الإمبراطورية.
بعد الانتهاء من منزل أوسبورن في عام 1851، أصبح هذا الأسلوب شائعًا في تصميم القصور الصغيرة التي بناها الصناعيون الجدد والأثرياء في ذلك العصر. بُنيت هذه المباني غالبًا في مدن محاطة بحدائق كبيرة ولكنها ليست واسعة، وغالبًا ما يجري وضعها ضمن تراسات على طراز توسكان. يعلو تصميمات هذه الفيلات الإيطالية أسطح منحدرة في كثير من الأحيان تُسمى شاتويسك. في جميع الأحوال، «بعد بناء سلسلة متواضعة من الفيلات الإيطالية والقصور الفرنسية»، أصبح النمط الأكثر تفضيلًا للمنزل الريفي الإنجليزي بحلول عام 1855، هو النمط القوطي والتودور أو نمط إليزابيث. جاء الأسلوب الإيطالي إلى بلدة نيوتن أبوت الصغيرة وقرية ستاركروس في ديفون، مع منازل إسامبارد برونيل لضخ السكك الحديدية. استخدم همفري أبيرلي وجوزيف رويل هذا الأسلوب في وقت لاحق وصمما عددًا كبيرًا من المنازل مع محطة السكك الحديدية الجديدة كنقطة محورية، من أجل اللورد كورتيناي الذي رأى إمكانات كبيرة في عصر السكك الحديدية.
تُعد كنيسة القديس كريستوفر الأنجيليكانية في هينشلي وود في سري مثالًا غير معروف بشكل جيد عن الهندسة المعمارية الإيطالية، خاصة إذا ما نظرنا إلى تصميم برج الجرس فيها.
تُعد بورتميريون في غويند، شمال ويلز تصورًا معماريًا مصممًا على طراز الباروك الإيطالي بناها السير كلوف ويليامز إليس بين عامي 925 و1975 بأسلوب حر في قرية إيطالية، وتمتلكها الآن مؤسسة خيرية. أدرج ويليامز إليس أجزاء من المباني المهدمة بما في ذلك أعمال عدد من المهندسين المعماريين الآخرين. لوحظ أن البريكولاج المعماري الخاص ببورتميريون والحنين الخيالي المتعمد امتلكا تأثيرًا على تطور ما بعد الحداثة في العمارة في أواخر القرن العشرين.

### اسكتلندا
كان إحياء العمارة الإيطالية أقل انتشارًا في العمارة الاسكتلندية بشكل نسبي على الرغم من السمات التي ظهرت في بعض من أعمال طومسون الإسكندر «اليوناني» والمباني مثل الجانب الغربي لجورج سكوير.

### لبنان
يعود التأثير الإيطالي وعلى وجه التحديد توسكان على العمارة في لبنان إلى عصر النهضة عندما نفذ فخر الدين، وهو أول حاكم لبناني وحد جبل لبنان في ساحل البحر الأبيض المتوسط من خلال خطة طموحة لتطوير البلاد.
عندما نفى العثمانيون فخر الدين إلى توسكانا في عام 1613، دخل في تحالف مع ميديشي. بدأ بخطة تحديث لبنان عند عودته إليها في عام 1618. طور صناعة الحرير ورفع إنتاج زيت الزيتون وجلب معه العديد من المهندسين الإيطاليين الذين بدأوا ببناء القصور والمباني المدنية في جميع أنحاء البلاد. بُنيت مدينتا بيروت وصيدا بشكل خاص على الطراز الإيطالي. أثر طراز المباني الموجودة في دير القمر على البناء في لبنان لعدة قرون وما زالت مستمرة حتى الوقت الحاضر. على سبيل المثال، ما تزال شوارع مثل غورو تحتوي على منازل تاريخية عديدة ذات تأثير إيطالي.